# Пила: Спираль
«Пила́: Спира́ль» (оригинальное название — «Спира́ль: Из книги Пилы́» (англ. Spiral: From The Book of Saw)) — американский фильм ужасов 2021 года режиссёра Даррена Линна Боусмана по сценарию Джоша Столберга и Питера Голдфингера. Это девятый фильм и спин-офф серии фильмов «Пила». В главных ролях: Крис Рок, Макс Мингелла, Марисоль Николс и Сэмюэл Л. Джексон. По сюжету полиция пытается остановить убийцу-подражателя Джона Крамера. Создатели серии, Джеймс Ван и Ли Уоннелл, а также Рок и ветеран серии Кевин Гротерт выступают в качестве исполнительных продюсеров.
Переговоры о новом фильме серии начались после выхода «Пилы 8» в 2017 году, когда Крис Рок захотел выйти на жанр ужасов. Проект был официально анонсирован в мае 2019 года, когда Рок представил сценарий Столберга и Голдфингера. Остальные актёры присоединились в июле, съёмки проходили в Торонто в течение этого месяца и августа.
Изначально фильм планировался к выпуску в мае 2020 года, но был перенесён из-за пандемии COVID-19. Премьера в США состоялась 14 мая 2021 года компанией Lionsgate Films. Лента заработала $40,6 млн и получила смешанные отзывы от критиков.

## Сюжет
Во время парада в честь Дня независимости детектив Марв Бозвик преследует вора по канализационной трубе. Атакованный сзади фигурой в маске свиньи, Бозвик позже просыпается и обнаруживает, что подвешен за язык в действующем туннеле метро, и ему предоставляется выбор: вырвать себе язык и жить или оставаться до прибытия следующего поезда, который убьет его. Не сумев вовремя выбраться из ловушки, Бозвик попадает под поезд и погибает. На следующий день капитан полиции Энджи Гарза назначает детективу Зику Бэнксу нового напарника, идеалистичного новичка Уильяма Шенка. Бэнкс и Шенк расследуют смерть Бозвика, и Бэнкс распознает тщательно продуманную ловушку как способ действия ныне покойного Конструктора.
Тем временем детектив отдела по расследованию убийств Фитч, который за несколько лет до этого проигнорировал вызов подкрепления от Бэнкса, в результате чего тот чуть не погиб, похищен и помещен в ловушку, где он должен позволить устройству оторвать ему пальцы, чтобы избежать поражения электрическим током в наполняющемся водой бассейне; ему также не удается сбежать и он умирает. Некоторые офицеры начинают подозревать, что Бэнкс может быть ответственен за это из-за его истории с Фитчем. Затем в полицейский участок прибывает коробка, в которой находится кукла-свинья и кусочек татуированной кожи Шенка внутри. Маленький пузырек внутри коробки направляет полицию к мясной лавке, которая раньше была магазином для хобби, который Бэнкс и его отец, шеф полиции в отставке Маркус Бэнкс, часто посещали. Прибыв на место, команда обнаруживает магнитофон и освежеванный труп, опознанный как Шенк. Решив самостоятельно выследить убийцу, Маркус отправляется на склад, где его похищают. Вскоре после этого Гарзу похищают и помещают в ловушку в холодильной камере участка, где ей приходится перерезать свой спинной мозг лезвием, чтобы остановить кипящий воск, вытекающий из трубы на ее лицо. Ей это не удается, и она умирает от полученных травм. Несколько мгновений спустя Бэнкс обнаруживает ее тело.
В погоне за зацепкой Бэнкс попадает в плен и приходит в себя на складе, прикованный наручниками к трубе, а рядом лежит ножовка. Он подумывает отпилить себе руку, но успешно спасается, используя незакрепленную заколку для волос. Затем он обнаруживает своего бывшего напарника Питера Данливи, который был заключен в тюрьму, когда Бэнкс раскрыл совершенное им убийство, прикованным к месту. Перед ним стоит большая машина для дробления стекла, которая была модифицирована так, чтобы швырять в него осколки. Диктофон объясняет, что Бэнкс может выбрать: либо освободить его, либо оставить умирать. Хотя Бэнкс пытается спасти Данливи, он не может вовремя достать ключ. Перейдя в другую комнату, Бэнкс затем находит Шенка, который, как выясняется, инсценировал свою смерть, используя освежеванный труп вора, который заманил Бозвика в туннели, и все это время был подражателем. Он объясняет, что на самом деле его фамилия Эммерсон, он — сын Чарли Эммерсона, которого Данливи убил за то, что тот согласился дать показания против полицейского. Он также показывает, что Маркус, во время своего пребывания на посту шефа полиции, намеренно защищал коррумпированных офицеров, чтобы более эффективно «очищать» улицы от преступности в соответствии со Статьей 8.
Полагая, что Бэнкс может быть союзником, Эммерсон устраивает ему последнее испытание, показывая, что Маркус подвешен над полом и медленно истекает кровью. Эммерсон звонит по номеру 9-1-1 и утверждает, что он гражданский, которого преследует стрелок, в результате чего на место отправляется группа спецназа. Он вручает Бэнксу револьвер с одним патроном и предлагает ему на выбор либо выстрелить в цель, которая спасет Маркуса, но позволит Эммерсону сбежать, либо убить Эммерсона и позволить Маркусу истечь кровью до смерти. Бэнкс стреляет в цель, чтобы спасти своего отца, в результате чего его путы ослабевают и он падает на землю, а затем начинает драться с Эммерсоном. Прибывает команда спецназа и непреднамеренно приводит в действие растяжку, в результате чего ремни безопасности Маркуса снова дергают его вверх. Движение показывает пистолет, прикрепленный к руке Маркуса, что приводит к тому, что команда спецназа принимает его за стрелка и убивает его. Бэнкс кричит в отчаянии, когда Эммерсон убегает.

## В ролях
| Актёр             | Роль                                       |
| ----------------- | ------------------------------------------ |
| Крис Рок          | детектив Иезекииль «Зик» Бэнкс             |
| Сэмюэл Л. Джексон | Маркус Бэнкс отец Зика                     |
| Макс Мингелла     | детектив Уильям Шенк напарник Бэнкса       |
| Марисоль Николс   | капитан Энджи Гарза                        |
| Зои Палмер        | Кара Бозвик жена Марва                     |
| Дэн Петрониевич   | детектив Марв Бозвик                       |
| Дженелл Уильямc   | Лиза Бэнкс жена Зика                       |
| Ричард Зэппери    | детектив Фитч                              |
| Патрик Макманус   | Питер «Пит» Данливи бывший напарник Бэнкса |
| Али Джонсон       | офицер Джинни Льюис                        |

## Производство

### Разработка

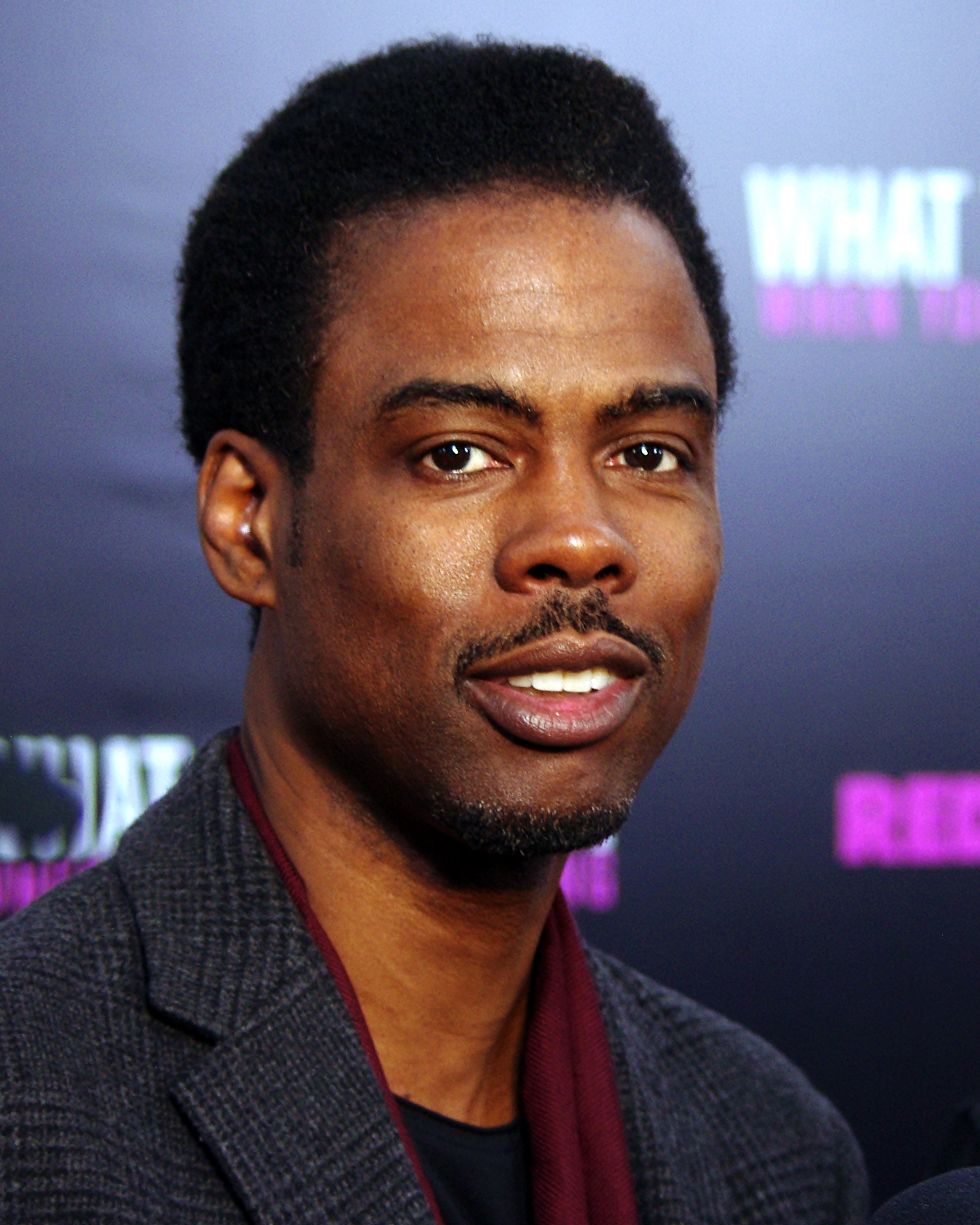
Крис Рок пришёл к Lionsgate со своей концепцией фильма как способа обновить франшизу «Пила» и свою собственную карьеру.

По словам Криса Рока, истоки фильма возникли из случайной встречи с вице-председателем Lionsgate Майклом Бёрнсом на свадьбе друга в Бразилии, и он чувствовал, что что-то в жанре ужасов будет новым способом в его карьере, хотя он планировал включить некоторые комедийные элементы. Рок обратился к Lionsgate со своими идеями о расширении франшизы, которая очень заинтересовалась этой концепцией. Генеральный директор Lionsgate Джо Дрейк сказал, что идея Рока была «полностью благоговейной по поводу наследия материала, одновременно оживляя бренд своим остроумием, творческим видением и страстью к этой классической франшизе ужасов». В апреле 2018 года Twisted Pictures начала разработку сиквела со сценаристами восьмого фильма Джошем Столбергом и Питером Голдфингером.
После выхода восьмого фильма Столберг и Голдфингер представили новый фильм серии, сосредоточенный исключительно на Джоне Крамере, а не на любом из его признанных учеников, ветеранам серии Марку Бергу и Орену Каулзу, но затем Берг и Каулз позвонили дуэту, чтобы сообщить им об идеях Рока для нового фильма, и вскоре обсуждали концепцию фильма. До этого свои идеи для следующего фильма представили другие сценаристы, но ни одному из них не удалось, в то время как Столберг и Голдфингер придумали восемь различных версий для фильма до прибытия Рока и объединили его идею с идеей дуэта. Берг и Каулз поручили дуэту придумать версию для Рока. Столберг и Голдфингер сделали это, и их версия было одобрена Lionsgate и Роком, что привело их к написанию своего первого черновика, который получил зелёный свет спустя неделю после сдачи. Рок помогал Столбергу и Голдфингеру в процессе написания, переписывая сюжет, когда это необходимо.
Ранняя итерация сценария имела персонажа Рока, связанного с Дэвидом Тэппом Дэнни Гловера из первого фильма. Столберг и Голдфингер решили не идти в этом направлении, так как он "не прошёл тест на запах.
Тобин Белл, который играл Джона Крамера во всех предыдущих фильмах серии, не вернулся, что сделало
«Пилу: Спираль» первым фильмом во франшизе, в котором физически не фигурирует Белл и не изображён персонаж Конструктора на экране за исключением фотографий. Боусман объяснил, что убийца фильма — "
«подражатель Конструктора», а не оригинальный Конструктор, заявив о своём намерении не переделывать Белла в культовой роли. Белл выразил заинтересованность в возвращении к своей роли, если сюжет углубится в происхождение куклы Билли. Появление Белла в роли Конструктора в фильме широко обсуждалось Боусманом и съёмочной группой до последнего дня съёмок, но они чувствовали, что, вернув Белла, фильм будет чувствовать себя девятой частью франшизы, а не отдельным фильмом, каким он должен был быть. Когда персонаж Конструктор был убит в третьем фильме, Боусман чувствовал, что предыдущие фильмы оказали плохую услугу, используя воспоминания, чтобы воплотить Конструктора в историю, и он не хотел повторять ту же ошибку в «Пиле: Спираль» или не уважать культовое выступление Белла. Боусман думал о том, чтобы Белл спел кавер-версию Джонни Кэша во время финальной сцены. Белл записал обложку, но Боусман отказался от этой идеи как слишком причудливую.

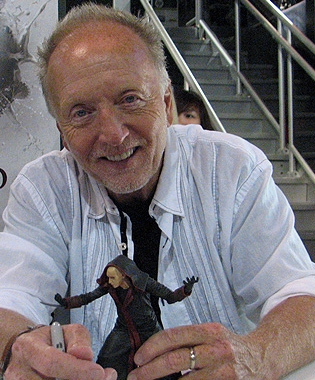
В фильме не появляется Тобин Белл, повторяющий свою роль Джона Крамера, что сделало его первым фильмом серии, в котором не было Белла.

Хотя после первого тестового показа и в рамках постпродакшна состоялись обсуждения, Столберг заявил в интервью «Bloody Disgusting», что Джон Крамер никогда не был включён ни в один проект сценария «Пилы: Спираль», так как создатели фильма чувствовали что это изменит «ДНК» сюжета, которого они пытались достичь, и их желание вывести франшизу на новый уровень. Столберг также чувствовал, что из-за временной линии франшизы любая возможная связь между Джоном Крамером и Уильямом Шенком была бы, когда последний был ещё ребёнком. Столберг и Голдфингер предложили сцену после титров, в которой Крамер связывается с молодым Шенком после убийства отца последнего, возможно, давая ему куклу. Хотя это создаст отношения, подобные тем, которые изображены в первых семи фильмах, в конечном итоге было решено отказаться от этой идеи.
В дальнейших усилиях, чтобы различить эти две сюжетные линии, Боусман решил заменить Куклу Билли новой куклой, Mr. Snuggles. Посчитав голос Белла слишком культовым, создатели фильма опасались, что повторное использование его для Mr. Snuggles могло бы вызвать вопросы об отношениях между убийцами; в раннем проекте на самом деле был голос Джона Крамера, который затем будет раскрыт как цифровая изменённая версия. Первоначально в сюжете были все речи, взятые из прошлых записей голоса Конструктора, с использованием слов в другом порядке. Создатели фильма изо всех сил пытались найти новый голос для убийцы, чтобы заменить Белла, тестируя многочисленные голоса женщин, детей и мужчин. Наконец, они остановились на компьютерном голосе, услышанном в окончательной версии фильма всего за два дня до завершения звукового микширования.

### Препродакшн
16 мая 2019 года фильм был введён в препродакшн. Бывший режиссёр серии Даррен Линн Боусман вернулся в качестве режиссёра вместе с Бергом и Каулзом в качестве продюсеров. Рок был вовлечён в качестве исполнительного продюсера, в дополнение к написанию сюжета. Создатели серии Джеймс Ван и Ли Уоннелл, а также Дэниел Хеффнер присоединились к Року в качестве исполнительных продюсеров. Столберг и Голдфингер были утверждены в качестве сценаристов. С объявлением Рок заявил: «Я был поклонником „Конструктора“ с момента выхода первого фильма в 2004 году. Я взволнован возможностью вывести её в действительно интенсивное и извращённое новое место». Боусман, который отказался снять ещё одну фильм после четвёртого фильма, отказался от возможности снять бродвейское шоу в Нью-Йорке после того, как Рок настоял на том, чтобы он снял фильм. Берг и Каулз сказали, что отношение Рока к «Пиле» было сопоставимо с тем, что Эдди Мёрфи сделал для фильмов о друзьях-полицейских за 48 часов, что дало серии «Пила» «совершенно свежую перспективу». Аналогичным образом, Боусман заявил, что по сравнению с предыдущими фильмами в «Пиле: Спираль» меньше насилия и жестокости, выразив убеждённость в том, что жёсткость и насилие были трюком, когда он начал работать в фильмах «Пила», но что оба элемента теперь служат сюжету, который больше фокусируется на характере, напряжении и страхе. Столберг также подтвердил, что девятый фильм будет в том же каноне, что и предыдущие восемь фильмов, и не будет перезапуском или прямым продолжением восьмого фильма.

### Кастинг
Рок снялся в роли детектива Зика Бэнкса. Персонаж был задуман Роком, Столбергом и Голдфингером из разговоров, которые у них были до написания сценария, а Рок размышлял о том, что бы он сделал, если бы был оригинальным главным героем первого фильма доктором Лоуренсем Гордоном и вынужден отпилить себе ногу, пока они не решат, что было бы интересно, если бы Рок сыграл полицейского, подвергнутого остракизму со стороны его коллег.
Сэмюэл Л. Джексон согласился сыграть шефа Маркуса Бэнкса из интереса к выполнению ситуации, которую он никогда раньше не делал, например, кульминационной сцене, где его персонаж вешается, как марионетка. Марисоль Николс была выбрана на роль капитана Энджи Гарзы; роль первоначально была написана для актёра-мужчины, но продюсеры в конечном итоге дали роль Николс, которая, несмотря на то, что она был поклонником, решила посмотреть не предыдущие фильмы, а «Семь» Дэвида Финчера в рамках подготовки к роли. В попытке продолжить актёрскую карьеру в кино и на телевидении после многих лет актёрской игры на сцене, столкнувшись с фильмом, Патрик Макманус впервые прошёл прослушивание на роль детектива Марва Бозвика, но был вызван на роль Питера Данливи, в то время как на роль Бозвика был выбран Дэн Петронижевич.
Поклонник фильмов ужасов и бадди-муви, Макс Мингелла взял на себя роль Уильяма Шенка, так как он жаждет сняться в фильме с простым повествованием, как фильмы о друзьях полицейских его юности, как «48 часов», и когда он прочитал сценарий, он почувствовал, что это было вместе с фильмом «Пила».

### Съёмки
При бюджете в 20 миллионов долларов съёмки начались 8 июля 2019 года в Торонто, Онтарио. Рок переписывал сценарий на съёмочной площадке и полностью пересмотрел вступительную сцену для своего персонажа. По словам Боусмана, сцена с ловушкой должна была быть вырезана из фильма из-за того, что она была «слишком грубой». Съёмки официально завершились 28 августа 2019 года. Во время постпродакшна монтаж был сделан Девом Сингхом.

## Маркетинг
5 февраля 2020 года вышел официальный тизер-трейлер фильма. 30 марта 2021 года вышел второй трейлер фильма.

## Показ
Первоначально фильм планировалось выпустить компанией Lionsgate Films 23 октября 2020 года. В июле 2019 года премьера была перенесена на 15 мая 2020 года. В результате пандемии COVID-19 премьера была перенесена на 21 мая 2021 года, заняв дату, ранее запланированную для фильма «Джон Уик 4». Позже фильм был перенесён на неделю, на 14 мая 2021 года, когда театры начали открываться. По словам Боусмана, фильм получил рейтинг NC-17 от Ассоциации кинокомпаний прежде чем его 11 раз монтажировали, вырезая достаточно сцен, чтобы получить рейтинг R.

### Выход на видео
Фильм был выпущен на PVOD 1 июня 2021 года в США и Канаде. Фильм транслировался на телеканале Starz с 8 октября 2021 года в США. 13 июля 2021 года фильм был выпущен на 4K Ultra HD, Blu-ray и DVD.
Саундтрек к фильму был создан рэпером 21 Savage. Он был выпущен 14 мая 2021 года. В нём приняли участие двоюродный брат 21 Savage, Young Nudy, Real Recognize Rio, 21 Lil Harold, SG Tip, Millie Go Lightly, Gunna и Young Thug. Он был продюсирован Kid Hazel, OZ, Turbo и Taurus. Открывающий и заглавный трек EP был выпущен в качестве ведущего сингла вместе с официальным музыкальным видео 30 апреля 2021 года. 21 Savage также был исполнительным продюсером саундтрека.

## Реакция

### Кассовые сборы
В США и Канаде фильм был выпущен с фильмами «Те, кто желает мне смерти», — «Профиль» и «Finding You» и, по прогнозам, должен был заработать 10-15 миллионов долларов из 2811 театров в первые выходные. Фильм заработал 3,7 миллиона долларов в первый день (включая 750 000 долларов из предварительных просмотров в четверг вечером), снизив прогнозы до 9 миллионов долларов. Он дебютировал с 8,8 миллионами долларов, заняв первое место (в шестой раз в серии), но ознаменовав самый низкий первый уик-энд франшизы. Аудитория, о которой сообщалось, составляла 56 % мужчин и 75 % в возрасте до 35 лет, при этом положительный отклик появлялся чаще вдоль восточного побережья США. Он оставался на первом месте в следующий уик-энд, снизив сборы на 48 % до 4,6 миллиона долларов.
Фильм заработал 23,2 миллионов долларов в США и Канаде и 17,3 миллионов долларов на других территориях, что составляет в общей сложности 40,6 миллионов долларов по всему миру. Из-за пандемии COVID-19 многие кинотеатры по всему миру были закрыты или работали с ограниченной вместимостью во время проката фильма. Кассовые сборы были не такие высокие, как в обычных обстоятельствах. Тем не менее, «Пиле: Спираль» удалось собрать умеренную сумму, но она не достигла кассового успеха.

### Критика
«Пила: Спираль» получила неоднозначные отзывы как критиков, так и зрителей. Некоторые зрители оценили попытку оживить франшизу в новом направлении, другие посчитали, что она не соответствует оригинальным фильмам. Игра актеров, особенно Криса Рока и Сэмюэля Л. Джексона, в целом получила высокую оценку, но есть некоторая критика в отношении темпа и исполнения сюжета. Российские интернет-издания о кинематографе поставили фильму средние оценки. Так, Владислав Шуравин из редакции «Film.ru» считает, что «выходит как раз такое кино: для фанатов, ждавших не паршивый Jigsaw, а настоящее возрождение истории. И ещё для тех, кому лень смотреть все сиквелы. Для понимания событий „Спирали“ нужно лишь знакомство с первой частью и беглое википедийное чтение сюжета всех остальных». Дмитрий Соколов из издания «Kinomania.ru» полагает, что «эксперимент по повторной перезагрузке „Пилы“ никак нельзя счесть успешным — даже местами неуклюжая, но по-своему оригинальная восьмая часть с её нелинейной хронологией выглядит достойным сиквелом по сравнению с этой ленивой попыткой эксплуатировать франшизу».
Иностранные обозреватели также сдержанно восприняли фильм. На «Rotten Tomatoes» фильм имеет рейтинг 37 % на основе 226 отзывов. Консенсус сайта гласит: «„Пила: Спираль“ предлагает интересное новое направление для франшизы, даже если кровавая сумма скорее меньше, чем её части». «Metacritic» дал фильму среднюю оценку 40 из 100, основанную на 33 отзывах, что указывает на «в целом неблагоприятные отзывы». Аудитория, опрошенная «CinemaScore», дали фильму среднюю оценку «B−» по шкале от «A+» до «F», в то время как «PostTrak» сообщила, что 63 % зрителей дали ему положительную оценку, а 43 % сказали, что определённо порекомендуют его.
В своей рецензии для «Variety» Оуэн Глейберман написал, что фильм «принимает неожиданный поворот или два, но учитывая, что […] это триллер, привязанный к проблеме полицейской аморальности, фильм сталкивается с этой темой странно неактуальным, почти ярко общим образом». Уильям Бимбиани из «TheWrap» написал: «Сценарий захватывает тон фильма о сорванном копе и рисует некоторых запоминающихся персонажей, но сюжетная линия коренная, тайна, к разочарованию, предсказуема, а творческие смерти менее изобретательны, чем когда-либо. „Пила: Спираль“ жертвует развлекательной ценностью ради респектабельности, и в процессе тоже не совсем достигает».
Из «The Hollywood Reporter» Ловия Гьяркье назвала фильм «законно пугающим, хотя и неравномерным, детективным триллером», а также критикует его сценарий за то, что он не передал «возможную напряжённость» между отношениями отца и сына своих главных героев. Мик Ласаль из «The San Francisco Chronicle» похвалил актёрскую игру и «прямую, но убедительную предпосылку» фильма, но прокомментировал, что голос таинственного убийцы звучал как у лягушонка Кермита.
Бенджамин Ли из «The Guardian» дал фильму одну звезду из пяти и раскритиковал его концовку, написав, что он чувствовал, что он был «спешным и полузадним» и «грубо написанным и, что хуже всего, всё более скучным», завершив свой отзыв словами «Игра окончена». Брайан Таллерико в своей полуторазвездочной рецензии для «RogerEbert.com» похвалил актёрский состав, но дал фильму негативную оценку за его тон и режиссуру Даррена Линна Боусмана, назвав его «совершенным неразборчивым» за отсутствие напряжения, истории и прогресса в сюжете. Лена Уилсон из «The New York Times» похвалила начальную сцену, но обнаружила, что это единственная хорошая часть фильма, заключив, что «предпосылка в лучшем случае неискренна, а в худшем — о страхе. Подобно восьмому фильму, предлагающему одну из своих упрощённых загадок, этот фильм не такой умный, как кажется».
Сиддхант Адлаха из «IGN» дал фильму оценку 3 из 10, заявив, что «Продолжение, которое надеется ухаживать как за поклонниками „Пилы“, так и основной аудиторией, „Пила: Спираль“, скорее всего, оттолкнёт их обоих. Это пустая имитация серии, неспособная оправдать его самые основные визуальные и повествовательные ожидания. Это также плохой фильм в целом, который пытается рассказать социально значимую историю, с которой он, кажется, не может справиться». Он также раскритиковал фильм за отсутствие связи с франшизой, заявив, что «„Пила: Спираль“ — это едва ли фильм „Пила“, лишь кратко рассказывающий о интуискренном острых ощущениях от увечий и ни о одном из других принципов серии. Это также самая неискусная, бестактная версия того, как он играет вместо этого: отклонённый пилотный эпизод для механовой полицейской драмы».
Кэти Райф из «The A.V. Club» сказал, что «это точно не пустая трата концепции. Но это также не переосмысление, которое нужно франшизе. Участие Рока приносит новую кровь в „Пилу: Спираль“, но после многообещающего начала фильм просто становится довольно нормальным фильмом „Пила“ с некоторыми большими именами, чем обычно — тот, чьё желтушное освещение и процедурное повествование больше всего напоминают „Семь“ Дэвида Финчера. Если бы игра должна была увидеть, может ли свежий взгляд на долгосрочную франшизу выжить, будучи нарезанным кубиками сиквелом машины, считайте её проигранной».
Крис Евангелиста из «/Film» дал фильму отрицательный отзыв, заявив, что «„Пила: Спираль“ ошибочно просматривает свою центральную тайну без изящества, стиля или даже многих размышлений. Даже смертельные ловушки странно не вдохновлены». Он признал, что у фильма есть потенциал, сказав, что «Самое неприятное в „Пиле: Спираль“ — это то, что под всей ерундой здесь скрывается лучший, умный фильм; все быстрые сокращения и сцены наращивания скорости; все ужасные диалоги, которые кричат на полную громкость. „Пила: Спираль“ в конечном итоге является фильмом о коррумпированных и даже смертоносных полицейских, внезапно столкнувшихся с расплатой, и такого рода материал может быть как подрывным — по крайней мере, для голливудского фильма — так и своевременным», но сказал, что «„Пила: Спираль“ почти сводит с ума от того, что мало, кажется, заботится обо всём этом. Он просто хочет пролить много крови — и это так».

## Будущее

### Продолжение
В апреле 2021 года было объявлено, что идёт работа над десятым фильмом в серии. Однако Боусман заявил, что это было преждевременное объявление, которое удивило его и продюсеров фильма. Он сказал: «То, что мы сделали „Пилу: Спираль“, не означает, что „Пила“ перестаёт существовать. Просто потому, что „Пила: Спираль“ вышла, это не значит, что „Пилы 9“ не будет. Это не девятый фильм во франшизе „Пила“. Легко может быть „Пила 9“, которая является продолжением к „Пиле 8“. Я думаю, что они ждут, чтобы увидеть, как пройдёт [Пила: Спираль] и как реагирует аудитория, чтобы определить, что произойдёт дальше». Джош Столберг подтвердил, что сценарий был закончен в декабре того же года. 15 августа 2022 года Bloody Disgusting подтвердил, что 27 октября 2023 года будет выпущен десятый фильм «Пила» с Кевином Гротертом в качестве режиссёра. В июле 2023 года объявлено, что релиз состоится на месяц раньше — 29 сентября 2023 года.

### Телесериал
В апреле 2021 года в интервью Deadline Hollywood председатель Lionsgate Television Кевин Беггс объявил, что Lionsgate TV ведёт ранние переговоры о разработке телесериала, основанного на фильме «Пила: Спираль», наряду с постановками Twisted Television Марка Бурга и Орена Каулза.